# Carlos Herrera y Luna
Carlos Herrera y Luna (26 ottobre 1856 – Parigi, 3 luglio 1930) è stato un politico guatemalteco.
È stato il Presidente del Guatemala dal marzo 1920 al dicembre 1921.